# Rhodonia placenta
Rhodonia placenta — вид грибів, що належить до монотипового роду Rhodonia.